# Guy Milton Stewart
Guy Milton Stewart, britanski general, * 1901, † 1943.